# Calamus brevifolius
Calamus brevifolius är en enhjärtbladig växtart som beskrevs av Odoardo Beccari. Calamus brevifolius ingår i släktet Calamus och familjen Arecaceae. Inga underarter finns listade i Catalogue of Life.